# Вазописец Долона

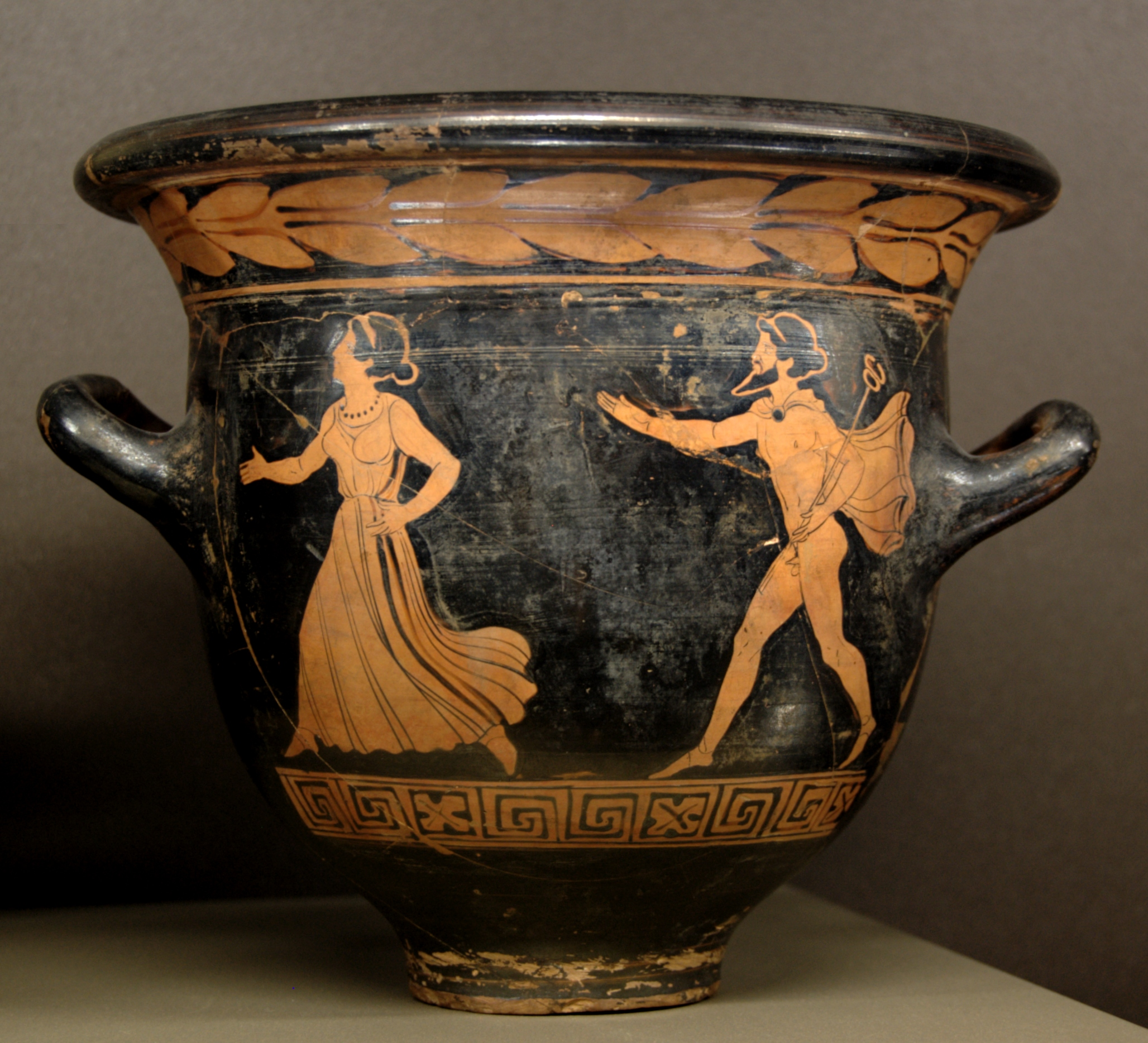
Гермес преследует Герсу, кратер из Нолы, вазописец Долона

Вазописец Долона — анонимный греческий вазописец, один из первых и наиболее совершенных луканийских художников. Работал также в Метапонте в первой четверти 4 века до н.

## Творчество
Его работы хранятся в Британском музее, Национальном археологическом музее в Неаполе и Кабинете медалей в Париже. Исследователи считают, что манера вазописца Долона сформировалась под влиянием его современника Тарпорлийского вазописца.
Именная ваза мастера — луканийский кратер—киликс, на котором на стороне А изображён Одиссей (слева) и Диомед (справа) в засаде Долона. На стороне В две женщины предлагают венки двум юношам. Найдены в Пистиччи. Ныне хранится в Британском музее, Лондон.
Среди других известных работ:
- кратер из Нолы Гермес преследует Герсу, Лувр, Париж
- киликс-кратер Суд Париса, сейчас в Кабинете медалей, Париж
- киликс-кратер со сценой: Одиссей и Тиресий в царстве мертвых, слева Эврилох, Кабинет медалей, Париж
- колоколовидный кратер: Дары Медеи Креусы, из Апулеи, Лувр, Париж.
- несторида: Смерть Актеона, из Базиликаты, Британский музей, Лондон.